# Nogent-le-Sec
Nogent-le-Sec és un municipi francès situat al departament de l'Eure i a la regió de Normandia. L'any 2007 tenia 404 habitants.

## Demografia

### Població
El 2007 la població de fet de Nogent-le-Sec era de 404 persones. Hi havia 156 famílies de les quals 32 eren unipersonals (20 homes vivint sols i 12 dones vivint soles), 48 parelles sense fills, 72 parelles amb fills i 4 famílies monoparentals amb fills.
La població ha evolucionat segons el següent gràfic:
Habitants censats

### Habitatges
El 2007 hi havia 180 habitatges, 156 eren l'habitatge principal de la família, 16 eren segones residències i 8 estaven desocupats. 176 eren cases i 4 eren apartaments. Dels 156 habitatges principals, 136 estaven ocupats pels seus propietaris i 20 estaven llogats i ocupats pels llogaters; 8 tenien dues cambres, 14 en tenien tres, 36 en tenien quatre i 98 en tenien cinc o més. 140 habitatges disposaven pel capbaix d'una plaça de pàrquing. A 62 habitatges hi havia un automòbil i a 85 n'hi havia dos o més.

### Piràmide de població
La piràmide de població per edats i sexe el 2009 era:
| Homes | Edats   | Dones |
| ----- | ------- | ----- |
| 0     | 95 o +  | 0     |
| 0     | 90 a 94 | 0     |
| 0     | 85 a 89 | 0     |
| 4     | 80 a 84 | 0     |
| 12    | 75 a 79 | 0     |
| 4     | 70 a 74 | 4     |
| 4     | 65 a 69 | 16    |
| 12    | 60 a 64 | 8     |
| 4     | 55 a 59 | 8     |
| 36    | 50 a 54 | 4     |
| 8     | 45 a 49 | 12    |
| 24    | 40 a 44 | 12    |
| 4     | 35 a 39 | 36    |
| 12    | 30 a 34 | 0     |
| 12    | 25 a 29 | 0     |
| 8     | 20 a 24 | 4     |
| 16    | 15 a 19 | 12    |
| 28    | 10 a 14 | 4     |
| 8     | 5 a 9   | 16    |
| 4     | 0 a 4   | 8     |

## Economia
El 2007 la població en edat de treballar era de 263 persones, 205 eren actives i 58 eren inactives. De les 205 persones actives 185 estaven ocupades (97 homes i 88 dones) i 20 estaven aturades (7 homes i 13 dones). De les 58 persones inactives 24 estaven jubilades, 15 estaven estudiant i 19 estaven classificades com a «altres inactius».

### Ingressos
El 2009 a Nogent-le-Sec hi havia 158 unitats fiscals que integraven 426 persones, la mediana anual d'ingressos fiscals per persona era de 19.012 €.

### Activitats econòmiques
Dels 7 establiments que hi havia el 2007, 1 era d'una empresa de fabricació de material elèctric, 3 d'empreses de construcció, 2 d'empreses de comerç i reparació d'automòbils i 1 d'una empresa d'hostatgeria i restauració.
Dels 3 establiments de servei als particulars que hi havia el 2009, 2 eren fusteries i 1 restaurant.
L'únic establiment comercial que hi havia el 2009 era una botiga de material esportiu.
L'any 2000 a Nogent-le-Sec hi havia 12 explotacions agrícoles que ocupaven un total de 462 hectàrees.

## Equipaments sanitaris i escolars
El 2009 hi havia una escola maternal integrada dins d'un grup escolar amb les comunes properes formant una escola dispersa.

## Poblacions més properes
El següent diagrama mostra les poblacions més properes.